# 哈夫洛克 (北達科他州)
哈夫洛克（英語：Havelock）是位於美國北達科他州赫廷傑縣的非建制地區。

## 歷史
哈夫洛克的郵局於1910年設立，其後於1948年停運。

## 地理
哈夫洛克所處的海拔為高於海平面783米（即2569英呎），而該地所採用的時區為UTC-7，即北美山地时区（MST）。同時該地設有夏令時間，為UTC-7調快一小時，即UTC-6（MDT）。